# Lugulu (Simiyu)
Lugulu è una circoscrizione mista (mixed ward) della Tanzania situata nel distretto di Itilima, Regione del Simiyu. Conta una popolazione di 18 328 abitanti (censimento 2012).